# Anton Brillowski
Anton Heinrich Jakob Brillowski (ur. 11 grudnia 1799 w Gdańsku, zm. prawdopodobnie 1889) – historyk, pedagog, nauczyciel w szkołach średnich w Chojnicach i w Kętrzynie.

## Życiorys
Pochodził ze zgermanizowanej rodziny kaszubskiej z Szydlic k. Gdańska. Do szkoły średniej uczęszczał do gimnazjum Braniewie. Po jej ukończeniu w latach 1815–1820 studiował na Uniwersytecie w Królewcu pod kierunkiem prof. Johannesa Voigta. Studia ukończył ze stopniem doktora filozofii.
W 1825 został nauczycielem języka polskiego w katolickim gimnazjum w Chojnicach. Czas pracy w Chojnicach zaowocował znaczną liczbą publikacji. Brillowski badał dialekt kaszubski, w czym pomagali mu uczniowie. Wyniki swoich badań naukowych ogłosił drukiem w 1828 roku. W tym czasie opublikował w języku niemieckim dzieje miasta Chojnice oraz rozprawę o języku Kaszubów. Podczas pisania współpracował z Mrongowiuszem z Gdańska oraz z niemieckim towarzystwem naukowym w Szczecinie. W 1828 dokonał konwersji na protestantyzm. W 1829 przeniósł się do gimnazjum w Kętrzynie. Tam w 1834 roku został mianowany starszym nauczycielem (Oberlehrer). Wykładał historię i geografię. Do jego uczniów należał m.in. Wojciech Kętrzyński. W 1861 przeszedł na emeryturę.
W 1848 został mistrzem loży masońskiej Zu den drei Tempeln w Kętrzynie i znacząco zaangażował się w budowę nowego gmachu loży.

## Publikacje (wybór)
Anton Brillowski napisał kilka prac z dziedziny filologii i historii:
- Geschichte der Stadt Conitz in Westpreußen, w Preußische Provinzial-Blätter.
  - Band 1, Königsberg 1829, s. 497–505;
  - Band 2, Königsberg 1829, s. 313–324, s. 444–454, s. 519–532;
  - Band 3, Königsberg 1830, s. 39–55, s. 221–247..
- Altdeutsche Sprachproben aus dem 4ten bis 14ten Jahrhunderte, Rastenburg 1834
- Geschichte Pompejus des Großen, 3 Bände, Rastenburg 1838, 1843, 1850